# 華美
華美（はなび、1970年10月1日-）は、神奈川県出身、渋谷道頓堀劇場所属の元ストリッパー。
1990年11月1日に渋谷道頓堀劇場にてデビュー。
身長165cm・スリーサイズはB83・W60・H85、血液型はB型。
努力熱心な彼女のステージにはストリップのニューウェーブを感じさせた。
影山莉菜に次ぐ道頓堀劇場NO.2”の座から”業界を代表する踊子の１人となった。
1994年7月引退。